# Леопольдина
«Леопольдина» (Германская академия естествоиспытателей «Леопольдина», нем. Deutsche Akademie der Naturforscher Leopoldina; Deutsche Akademie der Wissenschaften) — старейшее немецкое общество естествоиспытателей, ставшее национальной Академией наук Германии. Основана в 1652 году врачом И. Л. Баушем в Швайнфурте как Academia Naturae Curiosorum. Находится под патронатом Федерального президента Германии. Зарегистрирована как некоммерческая организация и финансируется федеральным правительством Германии и правительством Саксонии-Анхальт, где расположена. Включая в себя более 1500 членов из 30 стран мира, является крупнейшей академией в Германии.
С 1878 года находится в городе Галле. Ранее местонахождение академии менялось в зависимости от места жительства её президента.

## История
Император Священной Римской империи Леопольд I в 1687 году утвердил её в качестве Академии Священной Римской империи имени императора Леопольда для наблюдения природы, дав эпитет Leopoldina, p. 7—8; ,
откуда она и получила название «Леопольдина».
В ноябре 2007 года немецкий министр науки Аннетте Шаван анонсировала переименование академии Leopoldina в Немецкую академию наук (Deutsche Akademie der Wissenschaften).

## Награды
- Медаль Котениуса (впервые присуждена в 1792 году)
- Медаль Каруса[нем.] (1896)
- Медаль Шлейдена[нем.] (1955)
- Медаль Грегора Менделя[нем.] (1965, в честь Грегора Менделя)
- Darwin Badge[нем.] (присуждена один раз в 1959 году — в честь 100-летия выхода книги Происхождение видов)
- Премия Леопольдины[нем.] для молодых учёных
- Премия имени Георга Ушмана в области истории науки[нем.]
- Leopoldina Research Prize (2001, спонсируется Commerzbank Foundation)
- Премия Леопольдины имени Тиме по медицине
- медаль Заслуг (присуждается Президиумом академии по особым случаям)

## Члены академии

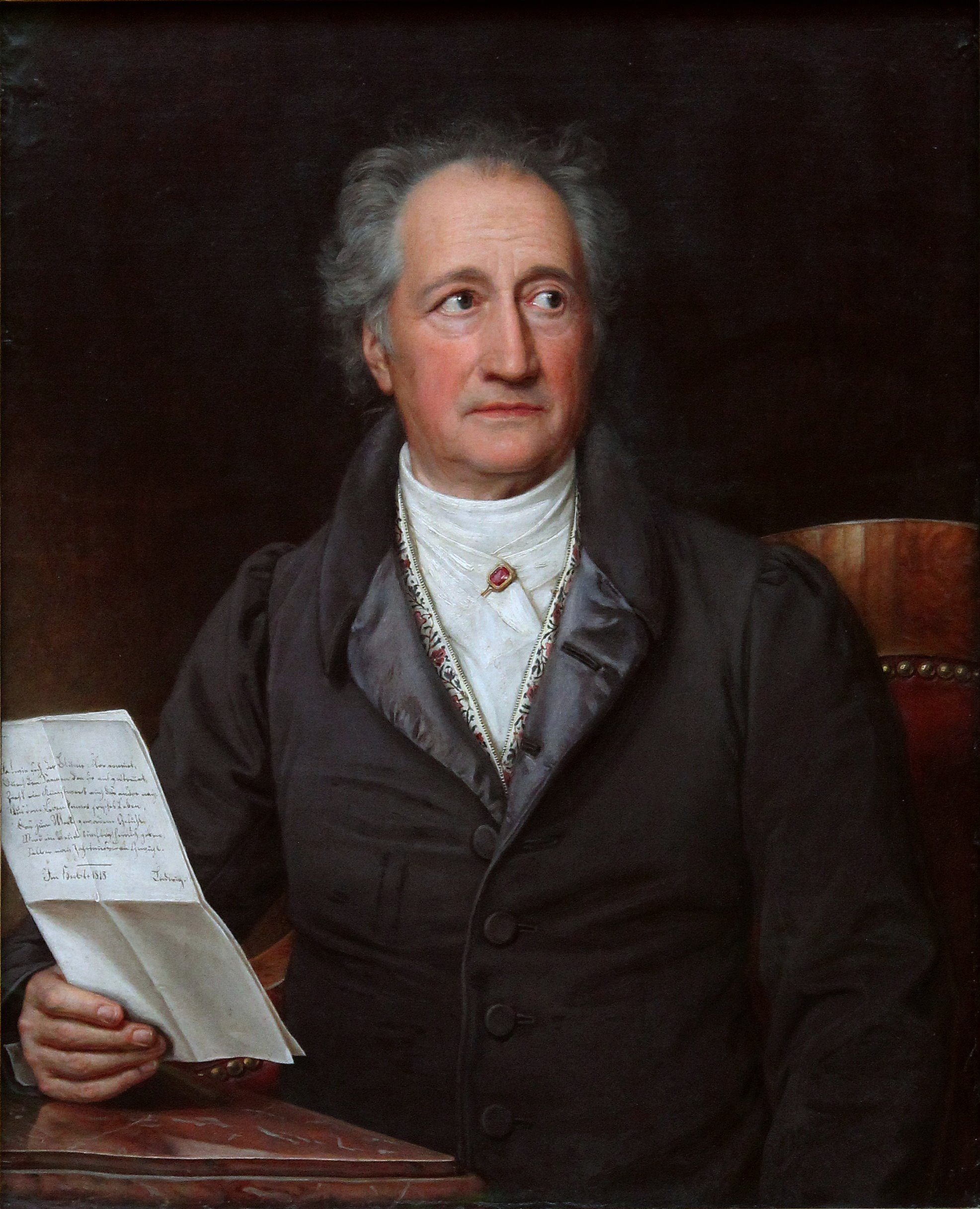
Гёте, Иоганн Вольфганг фон

Со времени основания членами академии стало более 7000 человек.
Общее количество членов ограничено числом примерно в 1000 академиков. Три четверти членов — от немецкоговорящих стран (Германия, Австрия, Швейцария) и одна четверть приблизительно от 30 других наций. Избрание академиком Леопольдины — высшая академическая почесть в Германии.
Среди особо выдающихся членов на сайте академии указаны Мария Склодовская-Кюри, Чарлз Дарвин, Альберт Эйнштейн, Иоганн Вольфганг фон Гёте, Александр фон Гумбольдт, Юстус фон Либиг и Макс Планк.
В 2020 году среди академиков Леопольдины насчитывалось 180 лауреатов Нобелевской премии.
Среди наиболее известных академиков:
- Беббер, Вильгельм Якоб ван
- Брем, Кристиан Людвиг
- Бремзер, Иоганн Готфрид
- Буэ, Ами
- Гебенштрейт, Иоганн Эрнст
- Чарлз Дарвин
- Альберт Эйнштейн
- Герхард Эртль
- Иоганн Вольфганг Гёте
- Теодор Хенш
- Вильгельм Оствальд
- Макс Планк
- Эрнест Резерфорд
- Вильгельм Конер

В 1789 году княгиня Екатерина Воронцова-Дашкова стала первой в истории Леопольдины женщиной-академиком.
Членом-корреспондентом организации в 1925 году был избран советский ботаник Николай Вавилов, почётным членом был Иван Шмальгаузен (1958), членом был Виктор Глушков (1970).

## Президенты

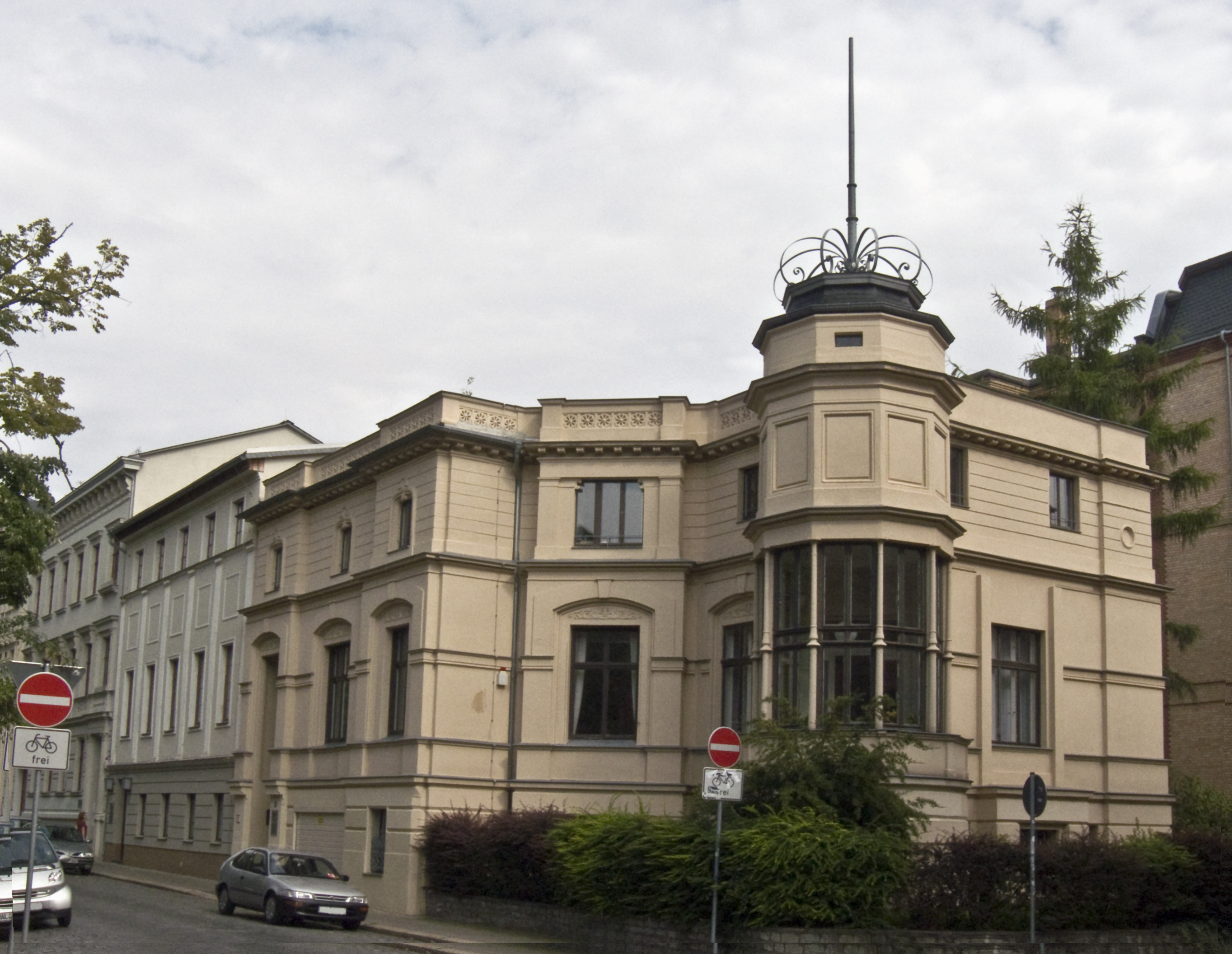
Одно из зданий академии

- 1652—1665 Иоганн Лоренц Бауш[нем.] (Швайнфурт)
- 1666—1686 Иоганн Михаэль Фер[нем.] (Швайнфурт)
- 1686—1693 Иоганн Георг Фолькамер[нем.] (Нюрнберг)
- 1693—1730 Лукас Шрёк[нем.] (Аугсбург)
- 1730—1735 Иоганн Якоб Байер[нем.] (Альтдорф-бай-Нюрнберг)
- 1735—1769 Андреас Элиас Бюхнер (Эрфурт, Галле)
- 1770—1788 Фердинанд Якоб Байер[нем.] (Нюрнберг)
- 1788—1791 Генрих Фридрих Делиус[нем.] (Эрланген)
- 1791—1810 Иоганн Христиан Шребер (Эрланген)
- 1811—1818 Фридрих фон Вендт[нем.] (Эрланген)
- 1818—1858 Христиан Готфрид Даниэль Нес фон Эзенбек (Эрланген, Бонн, Бреслау)
- 1858—1862 Дитрих Георг фон Кизер (Йена)
- 1862—1869 Карл Густав Карус (Дрезден)
- 1870—1878 Вильгельм Бен[нем.] (Дрезден)
- 1878—1895 Карл Германн Кноблаух (Галле, с тех пор здесь)
- 1895—1906 Карл фон Фрич
- 1906—1921 Альберт Вангерин[нем.]
- 1921—1924 Август Гуцмер[нем.]
- 1924—1931 Иоганнес Вальтер
- 1932—1950 Эмиль Абдергальден
- 1952—1953 Отто Шлютер
- 1954—1974 Курт Мотес
- 1974—1990 Хайнц Бетге[нем.]
- 1990—2003 Бенно Партир[нем.]
- 2003—2010 Фолькер тер Мойлен[нем.]
- 2010—2020 Йорг Хакер
- с 2020 — Геральд Хауг[англ.]

## В астрономии
В честь академии назван астероид (893) Леопольдина, открытый в 1918 году.